# Federación ecuatoriana de Indios
Pour les articles homonymes, voir FEI.
La Fédération équatorienne des Indiens (federación ecuatoriana de indios, FEI) est une organisation équatorienne visant à défendre les droits des populations indigènes. Fondée en 1944 par des dirigeants indigènes comme Dolores Cacuango (membre du Comité central du Parti communiste de l'Équateur), Jesús Gualavisí (cofondateur en 1926 du Parti socialiste, ancêtre du Parti communiste) ou Tránsito Amaguaña et des non-indigènes comme Nela Martínez, la FEI peut soit être vue comme une création directe du PCE, soit comme une organisation issue des mêmes luttes et ayant suivi une trajectoire parallèle. En effet, les syndicats qui feront partie de la FEI à sa fondation étaient très liés au PCE depuis les années 1920. La fédération crée des écoles de favoriser l'alphabétisation des peuples indigènes.  